# Apostolos Parelis
Apostolos Parelis (ur. 24 lipca 1985 w Limassolu) – cypryjski lekkoatleta, dyskobol.
Jego największym dotychczasowym osiągnięciem jest brązowy medal młodzieżowych mistrzostw Europy (Debreczyn 2007). Zajął czwarte miejsce na igrzyskach Wspólnoty Narodów w 2010 roku. Trzynasty zawodnik igrzysk olimpijskich (2012). W 2014 zdobył srebrny medal igrzysk Wspólnoty Narodów w Glasgow, a rok później był szósty na mistrzostwach świata w Pekinie. W 2016 był ósmy na igrzyskach olimpijskich w Rio de Janeiro, a rok później dziesiąty w mistrzostwach świata w Londynie. Mistrz igrzysk śródziemnomorskich i trzeci dyskobol igrzysk Wspólnoty Narodów w Gold Coast (2018). W 2019 poprawił się o dwie lokaty podczas kolejnej edycji czempionatu globu w Dosze.
Wielokrotny mistrz i rekordzista Cypru, reprezentował swój kraj w pucharze Europy, drużynowych mistrzostwach Europy, mistrzostwach Europy, pucharze Europy w rzutach, igrzyskach śródziemnomorskich oraz uniwersjadzie. Medalista igrzysk małych państw Europy.

## Rekordy życiowe
- rzut dyskiem – 66,32 (2019) rekord Cypru